# István Veréb
István Veréb (Szombathely, 8 de octubre de 1987) es un deportista húngaro que compite en lucha libre.
Ganó una medalla de bronce en el Campeonato Mundial de Lucha de 2013 y tres medallas de bronce en el Campeonato Europeo de Lucha entre los años 2014 y 2019.

## Palmarés internacional
| Campeonato Mundial | Campeonato Mundial | Campeonato Mundial | Campeonato Mundial |
| Año                | Lugar              | Medalla            | Categoría          |
| ------------------ | ------------------ | ------------------ | ------------------ |
| 2013               | Budapest (Hungría) | Medalla de bronce  | 84 kg              |
| Campeonato Europeo |                    |                    |                    |
| Año                | Lugar              | Medalla            | Categoría          |
| 2014               | Vantaa (Finlandia) | Medalla de bronce  | 86 kg              |
| 2017               | Novi Sad (Serbia)  | Medalla de bronce  | 86 kg              |
| 2019               | Bucarest (Rumania) | Medalla de bronce  | 92 kg              |